# Myslůvka
Myslůvka (německy Klein Mislau) byla dříve samostatná obec s českým obyvatelstvem, vzdálená od Telče 6 km jižním směrem. Roku 1960 se stala součástí obce Černíč. Nachází se v nadmořské výšce 484 metrů v údolí říčky Myslůvky, která je pravostranným přítokem řeky Moravská Dyje, která asi 8 km severněji pramení. Východní části intravilánu obce se bezprostředně dotýká krajská silnice spojující Telč s Dačicemi. Nejbližší železniční zastávka je ve Slaviboři. Současný název obce je používán od roku 1921, předtím byl používán název Malá Myslová. Ve vsi nikdy nebyla škola ani obchod.

## Název
Název se vyvíjel od varianty Misslowka (1385), Wyerdunkowa Myslowka (1415), Malá Myslová (1580), Klein Myslau (1678), Klein Muslau (1718), Klein Mislau (1720, 1751), Klein Mislau a Malá Mjslowa (1846), Klein Myslau a Myslovka (1872), Klein Myslau a Malá Myslová (1885), Klein Myslau, Malá Myslová a Myslůvka (1890) až k podobě Myslůvka v letech 1921 a 1924. Místní jméno je zdrobnělinou k názvu Myslová, což vzniklo z osobního jména Mysl.

## Historie
V písemných pramenech se ves poprvé připomíná roku 1351. Od roku 1849 náležela k telčskému panství. V roce 1843 žilo v obci podle vceňovacího operátu 65 obyvatel ve 12 domech a 18 domácnostech. Na týdenní úterní trhy se jezdilo z Myslůvky do Telče, na sobotní potom do Dačic. Desátky se odváděly faře v Telči a také panství Telč. Již v této době je zmiňován v pramenech 1 mlynář, což svědčí o existenci mlýna. V roce 1911 je v dostupných pramenech uváděn dokonce mlýn s pilou. Obec byla elektrifikována v roce 1931. V současné době je ve vesnici obydleno 14 domů, z toho 9 trvale žijícími obyvateli. Ve vesnici je opravárenské středisko místního zemědělského provozu.
V roce 1961 se stala místní částí Černíče.

## Obyvatelstvo
Podle sčítání 1930 zde žilo ve 14 domech 65 obyvatel. 65 obyvatel se hlásilo k československé národnosti. Žilo zde 64 římských katolíků.
| Rok            | 1869 | 1880 | 1890 | 1900 | 1910 | 1921 | 1930 | 1950 | 1961 | 1970 | 1980 | 1991 | 2001 | 2011 |
| -------------- | ---- | ---- | ---- | ---- | ---- | ---- | ---- | ---- | ---- | ---- | ---- | ---- | ---- | ---- |
| Počet obyvatel | 81   | 73   | 98   | 92   | 75   | 65   | 65   | 51   | 53   | 52   | 53   | 41   | 42   | 38   |

## Hospodářství a doprava
V obci sídlí firmy Zemědělské družstvo Telč a PEVA GROUP s.r.o. Obcí prochází silnice II. třídy č. 406 z Dačic do Telče. Dopravní obslužnost zajišťují dopravci ICOM transport a ČSAD Jindřichův Hradec. Autobusy jezdí ve směrech Dačice, Telč, Třešť, Jihlava, Bítov, Myslůvka a Řásná. Obcí prochází cyklistická trasa č. 5123 (z Kostelní Myslové do Slaviboře).

## Pamětihodnosti
Na návsi je novodobá dřevěná zvonička se zvonkem z roku 1726. Dále jsou v zátiší u silnice umístěny dvě sochy sv. Jana Nepomuckého a sv. Jana Poduánského z 1. poloviny 18. století. V okolí obce je umístěna řada kamenných a litinových křížů. Uprostřed obce je v historických pramenech doložena tvrz se čtvercovým areálem o straně 85 m. Toto místo místní lidé nazývaji "Hradiště".